# 三江南站
三江南站，位于中华人民共和国广西壮族自治区柳州市三江侗族自治县古宜镇泗联村，是贵广高速铁路上的车站，于2014年12月26日开通启用，由南宁局集团管辖。

## 歷史
- 2014年12月26日开通启用。

## 車站周邊
- 三北高速公路

## 外部連結
- 中国铁路客户服务中心（页面存档备份，存于）